# De pies a cabeza
De pies a cabeza es una serie de televisión colombiana creada por Juana Uribe para Cenpro TV y emitida entre 1993 y 1997 por el Canal A. Fue dirigida por Andrés Marroquín y protagonizada por Felipe Noguera, Marcela Carvajal, Silvia de Dios, Manuel José Chaves y Carolina Acevedo.

## Premisa
Tras los logros de la Selección Colombia en la clasificación a la Copa Mundial de Fútbol de 1994 de Estados Unidos, Juana Uribe concibe la historia de un jugador de fútbol que vuelve a su barrio de origen y se convierte en el entrenador de un grupo de niños interesados en el fútbol. A partir de allí, y con la influencia de series de televisión como Los Simpson y Los años maravillosos, se empiezan a crear argumentos y libretos que muestran los conflictos internos de los distintos personajes, según Andrés Salgado, uno de sus libretistas.

## Historia
"El Gato" Aguirre (Felipe Noguera) es un exjugador profesional que llega a un barrio bogotano (grabado en el barrio Pablo VI de Bogotá) como entrenador del equipo de fútbol Los Gatos. El equipo es conformado por niños muy talentosos, entre ellos el protagonista Pablo Rey (Manuel José Chaves). "El Gato" se enamora de la madre de Pablo, Lucía (inicialmente Marcela Carvajal, reemplazada por Silvia de Dios), quien vive sola con su hijo, pues su esposo ha sido secuestrado. Al equipo de fútbol se unen dos talentosas jugadoras, Liza (Andrea Gómez) y Violeta (Carolina Acevedo) de quien Pablo se enamora. La serie relata las hazañas y experiencias de los integrantes del equipo y sus familias en el día a día de su niñez y adolescencia.

## Elenco
| Actor                    | Personaje                                     |
| ------------------------ | --------------------------------------------- |
| Felipe Noguera           | Rafael "El Gato" Aguirre Manrique             |
| Marcela Carvajal         | Lucía Bocanegra de Rey (episodios iniciales). |
| Silvia de Dios           | Lucía Bocanegra de Rey (episodios finales).   |
| Manuel José Chaves       | Pablo Rey Bocanegra.                          |
| Carolina Acevedo         | Violeta Quesada Hurtado.                      |
| María Isabel Henao       | Cristina Salinas Ortiz.                       |
| Andrea Gómez             | Liza Bustos Pérez.                            |
| Willington Ortiz         | Instructor (participación especial).          |
| John Alexander Ortiz     | Hernando Elvis "Nano" Chacón.                 |
| Jorge Aurelio Monterrosa | Ángel Mendoza.                                |
| Víctor Álvarez           | Batey.                                        |
| Jorge Armando Soto       | Chiqui" Chacón.                               |
| Diego Andrés Roa         | Walter.                                       |
| Moisés Rodríguez         | Andrés.                                       |
| Pablo Aldana             | Freddy.                                       |
| Juan Felipe Cadavid      | Beto.                                         |
| Carlos Javier Medina     | Alexander "Alex" Leal.                        |
| Marco Antonio López S.   | Don Julio.                                    |
| Alfonso Ortiz            | Hernando Chacón                               |

## Premios
| Año  | Premio                            | Categoría                 | Nominado(s)        | Resultado |
| ---- | --------------------------------- | ------------------------- | ------------------ | --------- |
| 1994 | Premio Simón Bolívar (televisión) | Mejor director            | Andrés Marroquín   | Nominado  |
| 1994 | Premio Simón Bolívar (televisión) | Mejor actriz de reparto   | María Isabel Henao | Nominada  |
| 1995 | Premio India Catalina             | Mejor dramatizado         | Mejor dramatizado  | Nominado  |
| 1995 | Premio India Catalina             | Mejor actor de reparto    | Felipe Noguera     | Nominado  |
| 1995 | Premio India Catalina             | Actriz o actor revelación | Andrea Gómez       | Nominada  |
| 1995 | Premio India Catalina             | Actriz o actor revelación | Manuel José Chaves | Ganador   |